# 宮城県道255号青根蔵王線
宮城県道255号青根蔵王線（みやぎけんどう255ごう あおねざおうせん）は、宮城県柴田郡川崎町青根温泉の国道457号から刈田郡蔵王町の宮城県道12号白石上山線に至る一般県道である。

## 概要
青根温泉から峩々温泉（ががおんせん）、蔵王エコーラインを結ぶ路線である。
青根温泉から峩々温泉までは冬季通行止めで、災害で長期間通行止めの時期もあった。
観光地を結ぶ路線であるが、道幅が狭く急カーブ、急勾配が続くかなり険しい路線である。

### 路線データ
- 起点：宮城県柴田郡川崎町青根温泉（交差点＝国道457号交点）
- 終点：宮城県刈田郡蔵王町（交差点＝宮城県道12号白石上山線交点）
- 実延長：8.4278 km[1]。

## 路線状況
柴田郡川崎町前川字沼ノ平山から同字峩々までの2.9 km 区間は、長さ 8 m 超過または総重量14トンを越える大型自動車などは、通年通行規制の対象としている。ただし、この通行規制の案内板は起点・終点および峩々温泉近くのゲート前に設置されている。

### 道路施設
- 倉石岳スノーシェルター（蔵王町）：延長120.0 m[3]。

## 地理

### 通過する自治体
- 宮城県
  - 柴田郡川崎町 - 刈田郡蔵王町

### 交差する道路
- 国道457号（川崎町青根温泉）
- 宮城県道12号白石上山線（蔵王町）※別名：蔵王エコーライン

### 沿線
- 青根温泉（川崎町青根温泉）
- 峩々温泉（川崎町前川）